# マチルダ・アジャン
マチルダ・アジャン (Matilda Ajan) は、アニメ『機動戦士ガンダム』に登場する架空の人物。
担当声優は戸田恵子。

## 劇中での活躍
地球連邦軍のミデア補給部隊の隊長で階級は中尉。大学から士官学校へ編入した経歴を持つと言われる。レビル将軍の特命により、ミデア輸送機のみという大胆な編成で護衛も付けず、ホワイトベースの元へ赴き多量の物資を送り届ける任務に就く。自分の仕事に強い信念を持ち、ホワイトベースに愛着を感じている。彼女の補給は、孤立無援で戦闘を続け疲弊していたホワイトベースクルーにとって、物心両面でまさに渇きを癒すオアシスとなっていた。
初登場時、ガンダムを使いこなすアムロ・レイを「エスパーかも」と評した台詞は、後の話数にも再三にわたって引用されている。第24話では補給部隊へ志願した理由を問うアムロに対して、「戦争という破壊の中で、唯一、物を作って行くことができるため」と語っている（漫画『機動戦士ガンダム THE ORIGIN』では、これら補給部隊にいる理由や心情を語る場面が、アムロとの最後の会話に差し替えられている）。
オデッサ作戦前の黒い三連星の強襲時には、エンジンの修理が終わったばかりのホワイトベースを救うため自らのミデア輸送機を発進させ、ガンダムにジェットストリームアタックを仕掛ける黒い三連星のドムに機銃掃射をしながら割って入り、オルテガのドムへ体当たりを敢行する。しかし、激昂したオルテガにより、乗機の操縦室を叩き潰され戦死した（劇場版では、散りゆく彼女のイメージをアムロが幻視するシーンが加えられている）。
劇場版『哀・戦士編』では、クラウレ・ハモンによるランバ・ラルの弔い合戦よりも前に黒い三連星との戦闘が行なわれている関係から、リュウ・ホセイよりも先に戦死することとなる。そのため、ハモンのマゼラトップに背後を取られ絶体絶命となったアムロの脳裏に、マチルダが稲妻のようなエフェクトと共に現れ「大丈夫」と声をかけるシーンが追加されている。これが劇場版におけるニュータイプ描写の嚆矢であり、直後にリュウの操縦するコア・ファイターがマゼラトップと激突し、アムロは窮地を脱している。
その後、ホワイトベースがジャブローに到達する第29話では、マチルダの婚約者であったウッディ・マルデンが登場する。二人の出会いは士官学校時代と言われ、オデッサ作戦終了後にジャブローで結婚式を挙げる約束を交しており、そのときにはホワイトベースのクルーも式に招待するつもりでいたという。
ホワイトベース乗員（特に男性クルー）に人気があり、カイ・シデンが記念写真の撮影を申し込んだ際には我も我もと多数のクルーが撮影に参加している。12枚しかコピーできない記念写真を他のクルーに競り勝って手にしたアムロは思わず小躍りして喜んでいる。アムロはその後もこの写真を大切にしていたようで、『機動戦士Ζガンダム』では、アムロの自室が映し出される場面で、一瞬だけ画面の隅にこの写真が飾られた描写がある。アムロにとっては初恋ともいうべき、初めて知る大人の女性であった。彼女の死はアムロの戦う意義に大きな影響を与える。

### 小説版 機動戦士ガンダム
アニメ版とは違い「戦死しない」設定である。富野喜幸名義で書かれた小説版では補給部隊の士官（階級も同じ中尉）として登場し、地上が一切舞台とならない設定から、彼女の乗機はミデアではなくコロンブス級補給艦となっている。また、彼女とウッディ・マルデンの婚約や結婚式への招待などといった描写がある。役回りはアニメ版と比べ軽く、アムロ・レイ少尉が遠目に眺めてぼんやり憧憬を抱くウェーブ（女性兵士）の一人に過ぎず、直接2人が絡むような場面は全くない。

### その他の作品
OVA『機動戦士ガンダム MS IGLOO 2 重力戦線』では、第1話の主人公バーバリー中尉の属する第44機械化混成連隊対MS特技兵小隊が「マチルダ隊」から補給を受ける予定であることが、大隊指揮官ミケーレ・コレマッタ少佐の発言で明らかになっている。劇中の時期は0079年4月下旬である。
ゲーム『機動戦士ガンダム戦記 Lost War Chronicles』では、第03小隊の一人レーチェル・ミルスティーンとは士官学校からの友人関係という設定。漫画版ではオデッサ作戦で第03小隊に援護を受けながら、ミデアに積んでいる荷（Gファイターおよびコア・ブースター）をホワイトベースに届ける姿が描かれており、第03小隊長マット・ヒーリィの腕前を「レーチェルが自慢するだけはある」と認めている。

## 備考
- 監督の富野はロングヘアの南欧出身の女性という注文をもって安彦良和に依頼したが、当時の安彦がロングヘアの女性を苦手としていたため（事実、彼の描いたロングヘアのイセリナはスタッフに評判が良くなかった）、口紅をつけることで女性らしいアクセントをつけた。スリーサイズはB84・W60・H88[4][5]。
- 後年の富野のインタビューでは、脚本家が勝手に「マチルダ」という名前を台本に書いてきて、安彦が「カッコよく描けました」ともってきた設定画を制作スタッフのみんなが気に入り、それに似合う話を作ったと述べている。また、気に入ったキャラクターとはいえ、劇的な効果を考えて戦死させる必要があったが、ファンの間で物議を醸すことになった。そこで、戦死したマチルダを再登場させる手段として、ウッディをマチルダの婚約者と設定することで、結婚式のイメージシーンを描くことが可能になったという[6]。
- テレビドラマ『電車男』では、声優を務めた戸田恵子とマチルダが共演するパロディがあった。
- 担当声優の戸田はその後女優業に転向し、同時期に担当していた役の新録などは降板しているが、マチルダとCAT'S EYEの来生瞳に関しては現在もゲームやパチンコなどで担当することがある。

## 評価
『愛と戦いのロボット 完全保存版』で発表されたアンケート「みんなで選ぶロボットアニメーションベスト100」では、「一番お気に入りのヒロインは？」で第42位にランクインした。